# Auskunftsanspruch (Presserecht)
Der Auskunftsanspruch im Presserecht sichert Journalisten zu, dass Behörden auf Anfrage Auskünfte zu gestellten Fragen erteilen.

## Deutsche Pressegesetze
Die deutschen Pressegesetze sehen – in unterschiedlichem Ausmaß – einen Anspruch der Presse auf behördliche Auskunft vor. Als Beispiel sei der Wortlaut des baden-württembergischen Gesetzes angeführt:
(1) Die Behörden sind verpflichtet, den Vertretern der Presse die der Erfüllung ihrer öffentlichen Aufgabe dienenden Auskünfte zu erteilen.
(2) Auskünfte können verweigert werden, soweit
1. hierdurch die sachgemäße Durchführung eines schwebenden Verfahrens vereitelt, erschwert, verzögert oder gefährdet werden könnte oder,
2. Vorschriften über die Geheimhaltung entgegenstehen oder
3. ein überwiegendes öffentliches oder schutzwürdiges privates Interesse verletzt würde oder
4. ihr Umfang das zumutbare Maß überschreitet.
(3) Anordnungen, die einer Behörde Auskünfte an die Presse allgemein verbieten, sind unzulässig.
Mit Bezug auf die niedersächsische Regelung führte der Bundesgerichtshof 2005 zum Zweck dieser Vorschriften aus:
Nach dieser Vorschrift sind Behörden verpflichtet, den Vertretern der Presse, zu denen insbesondere (auch) Herausgeber und Redakteure gehören können, die für die Erfüllung ihrer öffentlichen Aufgaben dienenden Auskünfte zu erteilen. Dieser Informationsanspruch soll der Presse die Wahrnehmung ihrer Aufgabe im Rahmen der demokratischen Meinungs- und Willensbildung dadurch ermöglichen, dass sie umfassend und wahrheitsgetreu Informationen über Geschehnisse von öffentlichem Interesse erhält und dadurch in die Lage versetzt wird, die Öffentlichkeit entsprechend zu unterrichten. Auf diese Weise kann der Staatsbürger zutreffende und umfassende Informationen über tatsächliche Vorgänge und Verhältnisse, Missstände, Meinungen und Gefahren erhalten, die ihm sonst verborgen bleiben würden, die aber Bedeutung für eine abgewogene Beurteilung der für seine Meinungsbildung essentiellen Fragen haben können. Erst diese für eine möglichst unverfälschte Erkenntnis notwendige Übersicht über Tatsachen und Meinungen, Absichten und Erklärungen ermöglicht eine eigene Willensbildung und damit die Teilnahme am demokratischen Entscheidungsprozess überhaupt. Die Vorschrift des § 4 NdsPresseG weist daher enge Bezüge nicht nur zur Pressefreiheit des Art. 5 Abs. 1 Satz 2 GG, sondern auch zur Informationsfreiheit des Art. 5 Abs. 1 Satz 1 GG und zu Art. 20 Abs. 2 Satz 1 GG auf. Hieran müssen sich die Auslegung des Art. 4 Abs. 1 NdsPresseG und insbesondere auch die Grundsätze zur Bestimmung des im konkreten Falle Auskunftsverpflichteten orientieren.
Für die Auskunft dürfen keine Gebühren erhoben werden.

## Transparenzverpflichtung der Justiz
Die Transparenzverpflichtung der Justiz wurde unter dem Gesichtspunkt des Art. 5 Abs. 1 Satz 2 GG ausgeweitet und präzisiert durch die Rechtsprechung des Bundesverfassungsgerichts. Diese Rechtsprechung lässt sich in folgenden sechs Leitsätzen zusammenfassen:
1. Bei einer Eilentscheidung über einen presserechtlichen Auskunftsanspruch ist stets die grundrechtliche Dimension der Pressefreiheit zu beachten. Dies gilt auch in Bezug auf Auskunftspflichten der öffentlichen Behörden einschließlich der Gerichte.
2. Den auskunftspflichtigen Stellen steht – auch unter Berücksichtigung des Art. 5 Abs. 1 Satz 2 GG – grundsätzlich ein Ermessensspielraum bei der Frage nach Art und Umfang der Auskunft zu. Bei der Bestimmung der konkreten Tragweite des Auskunftsanspruchs im Einzelfall ist eine Abwägung der widerstreitenden Interessen vorzunehmen. Das danach maßgebliche öffentliche Informationsinteresse ist anhand des Gegenstands des Auskunftsersuchens und damit der beabsichtigten Berichterstattung zu bestimmen. Dabei besteht grundsätzlich kein Anspruch auf Einsicht in Behördenakten.
3. Für die Auskunft über Gerichtsentscheidungen gilt die Besonderheit, dass aus dem Rechtsstaatsgebot einschließlich der Justizgewährungspflicht, dem Demokratiegebot und dem Grundsatz der Gewaltenteilung grundsätzlich eine Rechtspflicht zur Publikation veröffentlichungswürdiger Gerichtsentscheidungen folgt.
4. Die Veröffentlichungspflicht bei Gerichtsentscheidungen erstreckt sich nicht nur auf rechtskräftige Entscheidungen, sondern kann bereits vor Rechtskraft greifen. Sie bezieht sich auf die Entscheidungen als solche in ihrem amtlichen Wortlaut. Hiermit korrespondiert ein presserechtlicher Auskunftsanspruch von Medienvertretern.
5. Der Zugang zu Gerichtsentscheidungen ist nicht unbegrenzt. So sind die Entscheidungen etwa hinsichtlich persönlicher Angaben und Umstände in der Regel zu anonymisieren. Die Medien haben zudem nach den Grundsätzen zur Verdachtsberichterstattung und zur Resozialisierung von Straftätern gesteigerte Sorgfaltspflichten zu beachten.
6. Betrifft das Begehren der Presse auf Bekanntgabe eines strafgerichtlichen Urteils eine Person des öffentlichen Lebens und handelt es sich um strafrechtliche Vorwürfe, die auf Grund der geschützten Rechtsgüter im öffentlichen Interesse liegen, kann die begehrte Entscheidung allenfalls dann vollständig unter Verschluss gehalten werden, wenn konkrete Anhaltspunkte die Gefahr einer Vereitelung, Erschwerung, Verzögerung oder Gefährdung der sachgemäßen Durchführung eines Strafverfahrens im Sinne der Landespressegesetze unmittelbar und dringend nahelegen.

## Mediendienstestaatsvertrag
Für redaktionell gestaltete Internetangebote galt nach § 15 Mediendienstestaatsvertrag ebenfalls eine Auskunftspflicht. Jetzt ist dieser Anspruch in § 55 Abs. 3 in Verbindung mit § 9a des Rundfunkstaatsvertrags normiert.

## Weitere Auskunfts- und Einsichtsrechte von Journalisten hinsichtlich amtlicher Informationen
Auskunfts- oder Einsichtsrechte, die nach anderen Vorschriften (etwa aufgrund der Informationsfreiheitsgesetze, dem Umweltinformationsgesetz oder dem Archivrecht) bestehen, sind unabhängig vom presserechtlichen Auskunftsanspruch.

### Urteile
- Auskunftsanspruch eines Wissenschaftsautors

### Sonstiges
- „Auskunftsrechte kennen und nutzen“, Reader der taz, PDF
- Informationen von Udo Branahl
- Saarheimer Fälle: Teilnahme an Presseflug